# Aplomerus robustus
Aplomerus robustus là một loài tò vò trong họ Ichneumonidae.